# 髄膜炎菌
髄膜炎菌（ずいまくえんきん、Neisseria meningitidis）とは、主に髄膜炎を生じる細菌。

## 歴史
1887年にオーストリアの病理学者Anton Weichselbaumによって初めて分離された。

## 特徴
淋菌と同じナイセリア属のグラム陰性双球菌で、ヒトが保菌者であり鼻腔や上咽頭から分離される。飛沫感染により伝搬する。日本では戦中戦後に感染流行があったが、2014年では年平均30人以下になっている。5度以下の低温では不活化（死滅）してしまう。

## 血清型
- 血清型：serogroup

莢膜多糖体の種類で基本的に以下の13種類に類別される。臨床的に感染症状を生じるものは「A, B, C, Y, W-135」がほとんどである。
- A, B, C, D, X, Y, Z, E, W-135, H, I, K, L

- Multilocus sequence typing：MLST

細菌の生存遺伝子(house keeping gene)の塩基配列を解析することによる分子生物学的な分類方法。髄膜炎菌で最初に施行され、他黄色ブドウ球菌やカンピロバクター等様々な細菌で行われている。

## 予防
予防接種は、主に以下の2種類がある。２歳以上の小児に接種が推奨。血清B群の精製莢膜多糖体ワクチンは免疫惹起力が非常に弱いとされ、有効な予防ワクチンの開発は難渋されている。
- 多糖体ワクチン(Meningococcal polysaccharide vaccine：MPSV4)

A、C、Y、W-135群の莢膜多糖体抗原製剤。
- 結合型ワクチン(Meningococcal conjugate vaccine：MCV4)

A、C、Y、W-135群の莢膜多糖体抗原に、以下の蛋白を結合させた製剤。
- Meningococcal polysaccharide diphtheria toxoid conjugate vaccine（MCV4-DT）：ジフテリアトキソイドに結合させたもの（メナクトラ：Menactra®）
- Meningococcal oligosaccharide diphtheria CRM197 conjugate vaccine（MCV4-CRM）：無毒化の変異ジフテリアトキソイド（CRM197）に結合させたもの
- Meningococcal polysaccharide tetanus toxoid conjugate vaccine（MCV4-T）：破傷風トキソイドに結合させたもの

2歳未満には原則として投与しないが、どうしても必要な理由がある場合には生後3ヶ月から2歳未満の接種をしても良い。小児期には基本的にMCV4が推奨されているが、近年、ギラン・バレー症候群や急性散在性脳脊髄炎の報告例（因果関係未証明）があったため、MCV4をためらいMPSV4を選択する親や医療従事者もある。なお、思春期以降は従来通りMPSV4を投与するのがよいとされ、下述、流行地域への渡航の際は海外ではMPSV4が一般的であるが、日本ではMCV4-DTのみ認可されている。
髄膜炎菌はアフリカ・中東を中心に流行し、アフリカでは「髄膜炎ベルト」と呼ばれるように、サハラ以南を中心に流行地帯がある。特にサウジアラビアのメッカへの巡礼（ハッジ）において流行することが多いため、参加する場合はワクチン接種が、ハッジ（大巡礼）では査証取得に必須、ウムラ（小巡礼）では推奨されている。
それ以外の地域も散発的に発生するため、一般論としては、予防接種を終了してからの渡航が賢明であろう。また米国・英国の学校に入学（特に入寮）する際に接種証明が求められることが多い。多くの州では努力義務、または免責書類に署名。
日本でのワクチンは自由診療であり、上記の渡航前の他に、発作性夜間血色素尿症(PNH)における分子標的治療薬「エクリズマブ（ソリリス）」を投与する患者や、脾臓摘出術や無脾の患者への摂取が推奨されている。

## 治療
基本的に抗菌薬としてペニシリン系やセフェム系抗生物質が有効。また、感染接触者への予防投与としてリファンピシン等投与も行われる。